# 鱗形屋孫兵衛
鱗形屋 孫兵衛（うろこがたや まごべえ、生没年不詳）は、江戸時代の江戸の地本問屋。
鱗形屋の三代目で、鶴鱗堂または鶴林堂と号す。山野氏。

## 来歴
元文年間から鱗形屋の三代目としての活動が確認され、黒本・赤本・吉原細見、さらには正月の宝船の版画も手がけた。寛延年間以後は、京都の八文字屋本の江戸での販売権を万屋清兵衛から一手に引き継ぎ、その他の上方で出版された絵本類も数多く刊行している。
また、草双紙絵双紙屋仲間と書物問屋仲間と両方に名を連ね、手広く活動した。
安永4年（1775年）に恋川春町『金々先生栄花夢』を刊行して黄表紙の出版の先駆けとなり、同年には江戸の黄表紙30余点のうち10余点、翌安永5年（1776年）には30余点のうち10余点という具合に安永年間の黄表紙出版をリードした。
しかし、安永4年（1775年）5月に、大坂の柏原屋与左衛門・村上伊兵衛の板株（版権）であった『早引節用集』を、鱗形屋の手代の徳兵衛が重版して『新増節用集』と銘うって売出していたのが発覚し、訴訟の結果、板木71枚、摺込本3,400冊の内売れ残り分2,800冊が没収され、12月には徳兵衛が家財欠所及び十里四方追放、孫兵衛が急度叱及び過料鳥目廿貫文などの処罰を受けた。さらに、旗本某家の用人が遊興のために主家の重宝を質入れしたのを仲介したことが発覚し、孫兵衛は江戸所払いに処せられ、安永10年（1781年）頃まで江戸に戻ることができなかった。
これらの事件がきっかけで鱗形屋は没落し、孫兵衛は寛政年間まで版元を続けた後に廃業した。廃業後は孫兵衛の次男が永寿堂の初代西村屋与八の養子となり、後に二代目として西村屋与八を継いで、鱗形屋の板行書の版権を譲り受けたという。

## 作品
- 鳥居清倍 『市村竹之丞のかなや金五郎と沢村宗十郎のしまだのかんざえもん』 細判2枚続 漆絵 元文2年5月市村座『今ハ昔俤曽我』に取材
- 2代目鳥居清倍 『坂田半五郎のれんしやうぜうと三条勘太良のそがの十良』 細判 漆絵 元文3年正月中村座『宝曽我女護の島台』に取材
- 鳥居清忠 『浮絵劇場図』 横大々判 紅絵 元文
- 石川豊信 『桜樹に短冊を結ぶ女』 長大判 丹絵 寛保延享ころ
- 石川豊信 『花下美人』 大々判 丹絵 寛延
- 石川豊信 『初世瀬川菊之丞文読み立姿』 巾広柱絵 紅絵 シカゴ美術館所蔵
- 鳥居清満 『市村亀蔵の五郎』 細判 紅摺絵 宝暦9年5月市村座『分身鏃五郎』に取材
- 鳥居清広　『中村富十郎の中橋おまん』　細判　紅摺絵　日本浮世絵博物館所蔵　宝暦3年
- 北尾重政 『二代目市川団十郎の畑六郎左衛門』 細判 紅摺絵 明和4年 日本浮世絵博物館所蔵
- 歌川豊春 『琴棋書画』 大倍判 錦絵揃物 安永初期ころ

## 関連作品
- べらぼう〜蔦重栄華乃夢噺〜（2025年、NHK大河ドラマ） - 演：片岡愛之助[9]